# Ditaxis polygama
Ditaxis polygama là một loài thực vật có hoa trong họ Đại kích. Loài này được (Jacq.) L.C.Wheeler mô tả khoa học đầu tiên năm 1939.